# Otto Strerath
Otto Alwin Gerhard Strerath (* 10. Dezember 1906 in Göttingen; † 5. November 1973 in Hamburg) war ein deutscher Komponist im Schach.
Strerath erlernte 1919 das Schachspiel und publizierte in den Folgejahren in Amsterdamer Zeitungen ca. 30 seiner Kompositionsversuche.
Erst 1943 bis Mitte der 1950er Jahre wurde er über seine Bekanntschaft mit Wilhelm Karsch zum ernsthaften Komponieren angeregt. In dieser recht kurzen Zeitspanne gewann er viele Preise und Auszeichnungen vorwiegend mit Zweizügern. Er komponierte auch einige wenige Dreizüger und Hilfsmattaufgaben. Sechs Zweizügeraufgaben wurden in das FIDE-Album 1945–1955 aufgenommen.
|   | a | b | c | d | e | f | g | h |   |
| 8 |   |   |   |   |   |   |   |   | 8 |
| 7 |   |   |   |   |   |   |   |   | 7 |
| 6 |   |   |   |   |   |   |   |   | 6 |
| 5 |   |   |   |   |   |   |   |   | 5 |
| 4 |   |   |   |   |   |   |   |   | 4 |
| 3 |   |   |   |   |   |   |   |   | 3 |
| 2 |   |   |   |   |   |   |   |   | 2 |
| 1 |   |   |   |   |   |   |   |   | 1 |
|   | a | b | c | d | e | f | g | h |   |

Lösung: 1. Sh7–f8 droht Ld7xe6 matt. Die erste Verteidigungsidee für Schwarz besteht darin, den angegriffenen Se6 zu decken. Das ist durch einen beliebigen Abzug des Turms d5 möglich, denn dadurch wird die Wirkungslinie des La2 nach e6 geöffnet. Auf einen solchen beliebigen Abzug, etwa Td5–d1, kann Weiß aber gleich auf vier Arten mattsetzen, weil der Turm mit seinem Abzug gleichzeitig die Zug- und Wirkungslinie der weißen Dame nach e4 und f3 öffnet: Db7–e4 matt, Db7xf3 matt, Th4–h5 matt, g2–g4 matt.
Durch Abzüge des Turms auf geeignete Felder kann Schwarz jeweils drei der vier angegebenen Mattzüge abwehren, so dass nur ein Matt übrigbleibt:
- 1. … Td5 - d6 (unterbricht die Wirkungslinie des Lb8 nach e5 und f4) 2. Db7–e4 matt - Auf Dxf3 geht Ke5.  Th4–h5 scheitert an Kf4, ebenso g2–g4.
- 1. … Td5 - e5 (unterbricht die Wirkungslinie des Lb8 nach f4 und deckt das Feld e4) 2. Db7xf3 matt. Auf De4 folgt Txe4. Th5 scheitert an Kf4, ebenso g4.
- 1. … Td5 - d4 (deckt die Felder e4, f4 und g4) 2. Th4–h5 matt. De4 geht nicht wegen Txe4. Auf Dxf3+ folgt Tf4. g4+ scheitert an Txg4.
- 1. … Td5 x d7 (fesselt die weiße Dame und hebt die Fesselung des Se6 auf) 2. g2–g4 matt. De4 ist wegen der Fesselung nicht möglich, ebenso Dxf3. Auf Th5+ folgt Sg5.

Dies ist eine sekundäre Form des (freien) Fleck-Themas: Gewöhnlich stellt beim Fleck-Thema der Schlüsselzug selbst eine Mehrfachdrohung auf, die Schwarz nur noch differenzieren kann. Hier droht jedoch nach 1. Sf8 zunächst nur ein Matt. Erst nach beliebigen Wegzügen des schwarzen Td5 drohen („sekundär“) alle vier Matts. Die vier thematischen Paraden des schwarzen Turms (Td6, Te5, Td4, Txd7) schließen reihum jeweils drei dieser Matts aus und lassen nur eines zu.

## Weblink
- Kompositionen von Otto Strerath auf dem PDB-Server der Schwalbe